# Saga
Saga (786–842) byl japonským císařem v letech 809–823 coby v pořadí 52. japonský císař dle tradičního seznamu japonských císařů. Byl druhým synem císaře Kammua a mladším bratrem císaře Heizeie, který byl jeho předchůdcem. Ve 14. roce své vlády císař Saga abdikoval ve prospěch svého mladšího bratra Ótoma, pozdějšího císaře Džunny.

## Život
Saga byl znalcem čínské klasiky. Podle legend byl prvním japonským císařem, který pil čaj. Byl také známým a velmi zručným krasopiscem. Poté, co císař Heizei onemocněl a vzdal se trůnu, stal se Saga jeho nástupcem. Ale i Saga po svém nástupu na trůn brzy onemocněl. To dalo Heizeiovi záminku k podněcování rebelie proti císaři, kterou bleskově potlačily síly loajální císaři Sagovi vedené šógunem Tamuramarem Sakanouem.
Saga byl velkým podporovatelem buddhistického kněze Kúkaie, kterému pomohl se zřízením buddhistické školy Šingon tím, že ho roku 823 pověřil dostavbou chrámu Tódži v hlavním městě Heian-kjó (dnes Kjóto).
Saga měl celkem 49 dětí s nejméně 30 ženami. Například jeho 7. syn Makoto Minamoto je považován za zakladatele klanu Minamotů. Toto příjmení však dostala i řada dalších císařových synů (např. Tokiwa Minamoto či Tóru Minamoto), čímž byli odstraněni z dědické posloupnosti.